# Río Leam
El río Leam (pronunciación en inglés: /ˈlɛm/ LEM ant. Leame) es un curso de agua de Gran Bretaña. Nace en la colina de Hellidon, en Northamptonshire, y a continuación fluye a través de zonas rurales de Warwickshire, atravesando la ciudad-balneario de Leamington Spa. Finaliza en  el río Avon en Warwickshire, un afluente por la margen izquierda del río Severn.
Con una longitud de 40 km, sus crecidas generan inundaciones con relativa frecuencia en las zonas más llanas, como Leamington Spa y sus alrededores. Estas crecidas fueron especialmente fuertes en 1998 y 2007.

## Toponimia
Leam es denominado con la ortografía alternativa río Leame, tal como se indica en el Diccionario Geográfico Merriam-Webster.
Su nombre se registró por primera vez en 956 como Limenan, deriva del britónico-celta Lemanā, cuyo significado es «río de olmos».

## Galería
|  |  |  |  |

## Afluentes
Sus afluentes más importantes son los ríos Itchen y Stowe, los arroyos Rains y Radford.